# Угаритська мова

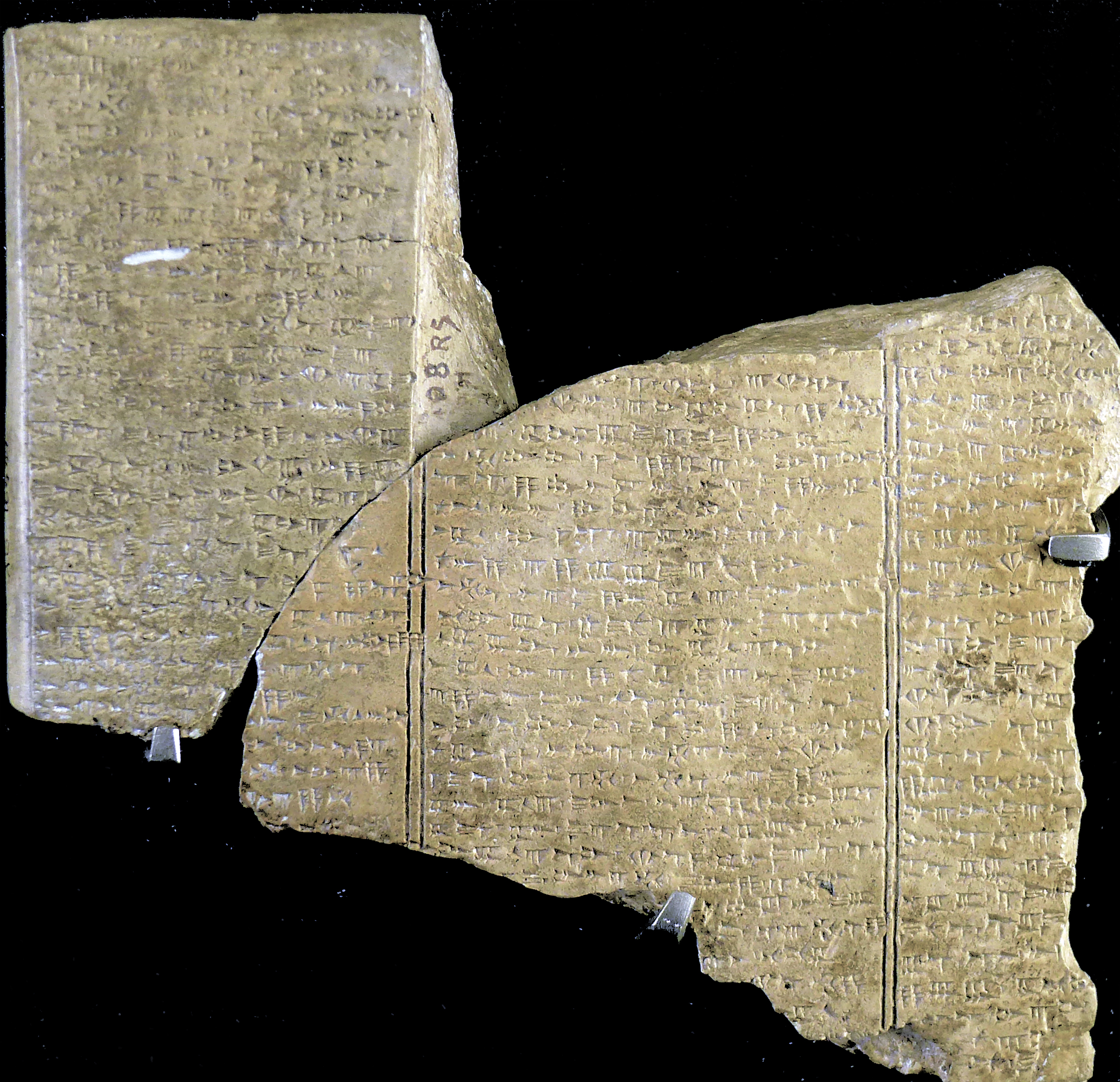
Міфологічна поема, написана угаритською мовою (Лувр, Франція)

Угари́тська мова — мертва мова з родини семітських мов — мова населення давнього Угарита.

## Історія
1929 року в районі Рас-Шамра (Сирія) на руїнах стародавнього міста Угарит було розкопано багато глиняних клинописних табличок. Деякі були написані аккадською мовою, за змістом це були документи дипломатичного лисування, приватна кореспонденція, а також словники (аккадські слова з перекладом на місцеву мову). Більшість табличок виявилися текстами міфологічного характеру, записаними західносемітським письмом, адаптованим до глини і тому схожим на аккадський клинопис. Розшифровка угаритських табличок дала найцінніші відомості про ханаанську міфологію і про стародавнішу, порівняно з івритом, західносемітську мову.
Таблички, які донесли до нас угаритську літературу, датуються 14 — 13 ст. до н. е., не менше, ніж на півтисячоліття старше найдавніших написів івритом. За оцінками деяких вчених, цей час приблизно відповідає періоду написання мовою іврит найдавніших частин Біблії. Міфологічна та культурологічна інформація дозволяє зарахувати до спільноханаанських цілі фрагменти Біблії (текст про Даниїла, фрагменти багатьох інших сюжетів).
Мова угаритських табличок надзвичайно близька до сучасної йому формі івриту (іврит найдавнішого «корпусу» Біблії), але порівняно з івритом або фінікійською мовою вона зберегла чимало архаїчних фонетичних рис. Хоча угаритська абетка, як і всі західносемітські алфавіти, передає лише приголосні, в ній є три окремих знаки для передачі «Алеф» ' з голосними a, i і u. Цей факт, а також наявність деяких угаритських слів (глосс) в аккадській передачу, в якій є голосні, хоча і не цілком однозначно, дозволяє доволі надійно встановити й голосний склад слова.
Угаритська мова близька до ханаанських мов, (фінікійської, івриту та ін.), а на думку деяких науковців, таки є однією з ханаанських мов, має морфологію — типово західно-семітську, а лексику — семітську із запозиченнями з хурритської мови.
Угаритська алфавіт — клиноподібної форми, консонантний.
У мові виявлено три стилі, що розрізняються фонетично:
1. архаїчний,
2. класичний,
3. «вульгарний».

Архаїчний стиль майже не відрізнявся від прасемітської мови (відсутні лише латеральні сибілянти як особливі фонеми). Класичний та «вульгарний» стилі мають тенденцію до втрати інтердентальних приголосних.